# North Olmsted (Ohio)
North Olmsted es una ciudad ubicada en el condado de Cuyahoga en el estado estadounidense de Ohio. En el Censo de 2010 tenía una población de 32718 habitantes y una densidad poblacional de 1.082,1 personas por km².

## Geografía
North Olmsted se encuentra ubicada en las coordenadas 41°24′54″N 81°55′9″O / 41.41500, -81.91917. Según la Oficina del Censo de los Estados Unidos, North Olmsted tiene una superficie total de 30.24 km², de la cual 30.24 km² corresponden a tierra firme y (0%) 0 km² es agua.

## Demografía
Según el censo de 2010, había 32718 personas residiendo en North Olmsted. La densidad de población era de 1.082,1 hab./km². De los 32718 habitantes, North Olmsted estaba compuesto por el 92.63% blancos, el 1.96% eran afroamericanos, el 0.1% eran amerindios, el 2.69% eran asiáticos, el 0.03% eran isleños del Pacífico, el 0.93% eran de otras razas y el 1.65% pertenecían a dos o más razas. Del total de la población el 3.47% eran hispanos o latinos de cualquier raza.